# Пандемия гриппа H1N1 в 2009 году
Пандемия «свиного» гриппа A/H1N1 (в некоторых СМИ — «мексиканка», «мексиканский грипп», «мексиканский свиной грипп», «североамериканский грипп»; официальное название, используемое ВОЗ, — Пандемичный вирус H1N1 09 — «Pandemic (H1N1) 09 Virus») — вторая пандемия штамма вируса гриппа H1N1, начавшаяся в марте−апреле 2009 года, при которой было инфицировано множество людей в Мехико, других регионах Мексики и в некоторых частях Соединённых Штатов Америки.
В августе 2010 года Всемирная организация здравоохранения объявила о завершении пандемии гриппа A/H1N1. Во время пандемии лабораторно подтверждены 491 382 заражений и 18 449 смертей. Однако по другим оценкам умерло до полумиллиона людей.

## О названии
Главный санитарный врач России Геннадий Онищенко сообщил на пресс-конференции 27 апреля 2009 года, что новый вирус гриппа H1N1, расшифрованный в Атланте, получил официальное название «Калифорния 04/2009». Онищенко, очевидно, имел в виду название штамма «A/California/04/2009» полученного одним из первых, а не название вируса. Позже были получены также A/California/05/2009, A/Texas/04/2009, A/New York/19/2009 и т. д.
В англоязычных источниках распространено сокращение S-OIV: Swine-Origin Influenza A (H1N1) Viruses.

## Предпосылки пандемии

### Предыдущий сезон гриппа
Перед пандемией зима 2008—2009 годов в Северном полушарии была сравнительно мягкой для грипповых инфекций, которые обычно приводят к 250—500 тысячам смертей ежегодно, в основном среди пожилых людей, маленьких детей и людей с хроническими заболеваниями. До 8 апреля 2009 года Центры по контролю и профилактике заболеваний США (CDC) сообщали о смерти 43 детей от сезонного гриппа, в сравнении с 68 смертями в предыдущий сезон гриппа. Улучшение показателей было связано частично с улучшенной вакциной против гриппа в сезон 2008/2009 в Северном полушарии, когда было принято редкое решение обновить все три штамма (H1, H3 и B) одновременно, чтобы вакцина охватывала штаммы H1N1 и H3N2, которые в итоге и были распространены. (Для сравнения, вакцина 2007/2008 защищала только на 2-20 %, в отличие от 70-90 % в некоторые годы.) Улучшение также связали с новыми рекомендациями, в том числе о вакцинировании детей от 5 до 18 лет, которые обычно являются наиболее опасными распространителями гриппа, так как не соблюдают гигиену, например, не моют руки.
При этом с декабря 2005 по февраль 2009 года сообщалось о двенадцати случаях инфицирования свиным гриппом людей в десяти штатах США.

### Новая вспышка гриппа

Лабораторно подтверждённые случаи по странам
>50,000
5,000–49,999
500–4,999
50–499
5–49
1–4
Не было подтверждённых случаев

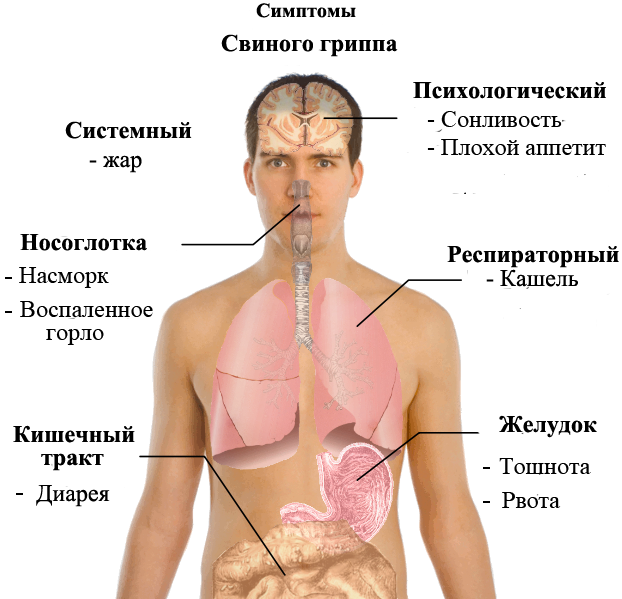
Основные симптомы свиного гриппа у человека.

Вспышка впервые была зарегистрирована в Федеральном округе Мехико, где началось наблюдение за большим всплеском случаев гриппоподобных заболеваний, начавшихся 18 марта. Мексиканскими властями всплеск объяснялся «позднесезонным гриппом» до 21 апреля, когда Центры по контролю и профилактике заболеваний США затревожились из-за двух независимых друг от друга случаев новых заболеваний свиным гриппом, о которых сообщили в СМИ. Первые два случая были определены (и подтверждены) как свиной грипп у двух детей, живущих в США в округе Сан-Диего и округе Империал, которые заболели 28 и 30 марта. Этот новый штамм был быстро подтверждён в Мексике, тем самым связав новый штамм с текущей вспышкой гриппоподобных заболеваний. Новости о связи штамма со вспышкой прозвучали в прямом эфире новостей в Мексике 23 апреля 2009 года.
В марте и апреле 2009 года было зарегистрировано более 1000 случаев подозрений на свиной грипп в Мексике и юго-западных штатах США. Штамм был необыкновенно заразным в Мексике, вызвав 81 подтверждённый случай смерти, в основном в Мехико, но также были сообщения о таких случаях в штатах Сан-Луис-Потоси, Идальго, Керетаро, Мехико, все в центральной Мексике. Некоторые случаи в Мексике и США были подтверждены Всемирной организацией здравоохранения как ранее неизвестные штаммы H1N1. Жертвами заболевания в Мексике стали в основном взрослые люди от 25 до 45 лет — отличительная черта пандемического гриппа. Новый штамм свиного гриппа был подтверждён в 16 случаях смертей, и ещё как минимум 100 других случаев анализируются лабораторно по состоянию на 24 апреля 2009 года. Мексиканский министр здравоохранения Хосе Анхель Кордова 24 апреля заявил: «Мы принимаем меры в связи с новым вирусом гриппа, формирующим респираторную эпидемию, которая уже контролируема».
- 27 апреля 2009 года Всемирная Организация Здравоохранения повысила степень опасности до 4-го уровня[24], и уже 30 апреля на экстренном заседании уровень был повышен до 5-го[25].
- 3 мая 2009 года министр здравоохранения Мексики Хосе Анхель Кордова заявил, что пик эпидемии свиного гриппа пройден[26]
- Тем не менее распространение свиного гриппа по планете продолжилось. К 9 мая эпидемия достигла Японии и Австралии[27]
- 11 июня ВОЗ объявила о введении шестого, максимального уровня угрозы пандемии в связи со стремительным распространением по миру гриппа[28].

## Хронология по странам

### Россия
- 23 мая свиной грипп пришёл в Россию[29].
- 21 июля Всемирная Организация Здравоохранения рекомендовала перенести начало нового учебного года во всех странах мира в случае дальнейшего распространения гриппа A/H1N1. Российские власти в лице Геннадия Онищенко поддержали подобные меры[30].
- 3 августа В России официально зарегистрировано 55 случаев заражения гриппом А/Н1N1. Об этом сообщил на пресс-конференции руководитель Роспотребнадзора Геннадий Онищенко[31].
- 13 августа В России официально зарегистрировано 142 случая заражения гриппом[32].

#### Осень
- 23 сентября ВОЗ зарегистрировала первую смерть от гриппа A/H1N1 в России. Ранее Министерство здравоохранения России опровергло сообщение о первом в России случае смерти от гриппа А/H1N1, списывая её на лёгочную пневмонию. 20 сентября о первом летальном случае было заявлено Институтом вирусологии им. Ивановского[33].
- 25 сентября Количество заболевших гриппом A/H1N1 в мире превысило 308 тысяч человек, а число летальных исходов от него приближается к 4,2 тысячи случаев. В России зафиксирован 381 случай нового гриппа. Среди заболевших преобладают лица, вернувшиеся после отдыха или учёбы из-за границы[34].
- 27 сентября Вирус нового гриппа обнаружен в России у 457 человек[35].
- 19 октября — несколько курсов Российского университета дружбы народов закрыты на карантин в связи с обнаружением случаев заболевания свиным гриппов у семи студентов вуза[36].
- 27 октября — первые случаи смерти от свиного гриппа в России. 3 человека скончались в Забайкалье, 1 — в Москве[37].
- 10 ноября — Голикова: Министр рассказала, что всего в России официально зарегистрировано 4563 случая свиного гриппа. На сегодняшний день от вируса А/H1N1 в России скончались 19 человек. За 9 месяцев 2009 года (январь-сентябрь) зарегистрировано 439 смертей от гриппа, ОРВИ и вызванных ими осложнений[38].
- 13 ноября — Постановлением главного санитарного врача Свердловской области приостановлены занятия во всех высших и средних учебных заведениях, расположенных на территории Екатеринбурга и городского округа[39].
- 14 ноября — Худшая ситуация с A/H1N1 в Забайкалье, где прокуратура подтвердила 16 смертей.[40]

- 17 ноября — В Мурманской области лабораторно выявлено 208 случаев заболевания свиным гриппом. Пять человек скончались от осложнений, вызванных этим вирусом[41]. В Челябинской области диагноз «высокопатогенный грипп А/H1N1» лабораторно подтверждён у 162 человек, из них 9 умерло. За прошедшие сутки выявлено 10 новых случаев заболевания высокопатогенным гриппом[42]. За десять месяцев 2009 года от гриппа и ОРВИ умерли 545 россиян. Такое заявление сделала сегодня министр здравоохранения и социального развития РФ Татьяна Голикова[43].

- 19 ноября
  - В столице Карелии Петрозаводске в связи с эпидемией прекращены занятия во всех 48 школах[44].
  - В ряде российских регионов, где были превышены эпидемические пороги по гриппу и ОРВИ, началось снижение уровня заболеваемости, сообщил «Интерфаксу» в четверг глава Роспотребнадзора, Главный государственный санитарный врач РФ Геннадий Онищенко. В своём заявлении Онищенко не назвал ни одной конкретной цифры[45].
  - В Карачаево-Черкесской технологической академии приостановлены занятия из-за «свиного» гриппа. В КЧР скончались две молодые женщины, у которых также был выявлен «свиной» грипп[46].
- 25 ноября — Хабаровск. Полпред президента РФ в Дальневосточном федеральном округе Виктор Ишаев считает необходимым проведение прокурорской проверки в Амурской области, где от осложнений гриппа А/H1N1 скончались девять человек[47].

По данным открытых источников, за октябрь от гриппа, ОРВИ и связанных с ними осложнений в России умерло 545—439 = 106 человек. Данные за ноябрь не оглашались.
По гриппу A/H1N1 последняя официально оглашённая цифра 10 ноября — 19 умерших.
По результатам обработки СМИ c момента начала эпидемии и по 24 ноября речь идёт о, приблизительно, 125 умерших.

### Украина
- 30 октября — министр здравоохранения Украины Василий Князевич сообщил, что на Украине началась эпидемия калифорнийского гриппа (A/H1N1). В девяти областях Украины объявлен карантин. В трёх областях Украины — Львовская, Ивано-Франковская и Тернопольская состояние заболеваемости гриппом достигло эпидемического порога[48]. Юлия Тимошенко сообщила, что вводит трёхнедельные каникулы во всех учебных заведениях страны, и объявила, что правительство будет вводить специальные режимы, которые предусматривают ограничения переездов людей без нужды из области в область[49].
- 4 ноября — на Украине лабораторно подтверждены 17 случаев заболевания пандемическим гриппом А/H1N1, от него умерли 6 человек[50].
- 18 ноября — диагноз калифорнийский грипп на Украине лабораторно подтверждён у 225 человек, в том числе — в 17 умерших. Об этом сообщил первый заместитель министра здравоохранения Украины Василий Лазоришинец на пресс-конференции в Киеве 19 ноября 2009 г.[51]

### Беларусь
Президент Беларуси Александр Лукашенко, намекая на заинтересованность производителей лекарств в ажиотаже вокруг эпидемии, 5 ноября 2009 года заявил: «Медикам приходится бороться не только с самим заболеванием, но и с ажиотажем»; «Давайте говорить откровенно, давно ли мы перестали „кукарекать“ по поводу „птичьего“ гриппа? „Кукарекал“ весь мир. Наверное, все (лекарства) уже продали. Сегодня завизжали по-свинячьи. А завтра, наверное, замурлыкаем или замычим. Вы что, не понимаете, что происходит?».

## Опасность глобального распространения
Эпидемии гриппа H1N1-2009 была присвоена 6-я (пандемическая) степень угрозы по классификации ВОЗ. Степень угрозы не характеризует опасность заболевания для жизни людей, а указывает на его способность к распространению. Т. о., любой грипп, передающийся от человека к человеку, способен достигать шестой степени угрозы.
Тем не менее, опасения ВОЗ были связаны с генетической новизной штамма Калифорния и его потенциальной способностью к дальнейшей реассортации, вследствие чего было возможно возникновение более агрессивных вариантов инфекции. Тогда, по аналогии с наиболее разрушительными пандемиями прошлого века, этот вирус должен был привести к серьёзным людским потерям спустя некоторый (обычно полугодовой) период, сопровождающийся относительно умеренной летальностью.
По отчёту ВОЗ на 28 августа 2009:
- Анализ ситуации по многим очагам показывает, что пандемический штамм вируса H1N1 быстро распространился по всему миру и в настоящий момент является доминирующим в структуре заболеваемости гриппом;
- Вирус будет неизбежно распространяться в последующие месяцы до полного охвата всей восприимчивой популяции;
- Генетический анализ вируса продемонстрировал почти полную идентичность возбудителя в разных очагах; при этом не выявлено признаков повышения вирулентности или летальности вируса;
- Симптомы заболевания одинаковы во всем мире и в подавляющем большинстве случаев соответствуют лёгкой форме гриппа, число осложнений и смертельных исходов у предрасположенных лиц остаётся малым;
- Поскольку данный вирус значительно отличается по антигенным свойствам от сезонных гриппов последних десятилетий, заболевание протекает с большим охватом молодой неиммунной популяцией в сравнении с обычными сезонными вспышками гриппа (самые тяжёлые случаи отмечены у людей младше 50 лет, тогда как при сезонном гриппе 90 % летальных исходов приходятся на лиц старше 65 лет);
- По-прежнему против пандемического штамма H1N1 эффективным остаются озельтамивир и занамивир[54], к которым чувствительны большинство вариантов штамма; ВОЗ не рекомендует никаких других противовирусных препаратов для профилактики и лечения этого гриппа;
- В связи с тем, что в ближайшие месяцы будет наблюдаться рост заболеваемости вплоть до охвата всей восприимчивой популяции в мире, количество больных, нуждающихся в препаратах будет расти, как будет увеличиваться и суммарное количество осложнений (большую опасность представляет пневмония);
- Осложненные формы заболевания встречаются, как правило, у лиц с предрасположенностями: беременные женщины, больные хроническими респираторными заболеваниями (особенно бронхиальной астмой), сахарным диабетом, сердечно-сосудистыми заболеваниями; больные СПИДом на антиретровирусной терапии развивают осложнения не чаще, чем здоровые люди.

ВОЗ не рекомендует ограничивать перемещения людей, а также организовывать карантинный контроль в пунктах прибытия. Данные меры являются неэффективными и экономически нецелесообразными.

## Статистика
По данным ВОЗ во время пандемии лабораторно подтверждены 491 382 заражений вирусом H1N1 и 18 449 смертей. По другим оценкам заразилось от 11 до 21 % населения Земли, а умерли по разным причинам связанным с гриппом 151 700—575 400.
Смертность при инфицировании данным вирусом не превысила смертность при поражении другими штаммами вируса гриппа.

## Критика
Объявление пандемии ВОЗ было подвергнуто критике специалистами в области здравоохранения, так как согласно предыдущим руководящим принципам ВОЗ (2005 г.) вирус H1N1 2009 не мог быть классифицирован как вирус пандемического гриппа так как не являлся новым подтипом. Существует предположение, что ВОЗ, чтобы иметь формальные основания для своих действий, изменила определение пандемии гриппа.
Как указывал Питер Доши, «простой акт навешивания ярлыка на болезнь имеет огромные социальные, экономические и политические последствия».
Немецкий политик Вольфганг Водарг в интервью «Известиям» сообщил, что пандемии не было, что ВОЗ и фармацевтические концерны манипулируют общественным мнением, чтобы увеличить продажи своих лекарств. Там же он утверждал, что на бренде «свиной грипп» фармацевтические концерны получили прибыль примерно 18 миллиардов долларов США.
4 июня 2010 года Британский медицинский журнал (англ. BMJ) и Комиссия по здравоохранению Парламентской ассамблеи Совета Европы распространила заявление, что эпидемии свиного гриппа в 2009 году не было, а была паника, спровоцированная заявлением Всемирной организации здравоохранения, и что эта паника привела к перезагруженности больниц и разбазариванию средств из госбюджетов, в частности, что миллионы упаковок закупленной вакцины не были использованы, так как эпидемия имела «ограниченный масштаб». По словам председателя комиссии ПАСЕ Лилиан Мори Паскье, организация странным образом изменила в 2009 году условия объявления пандемии. Британский медицинский журнал прямо обвинил ВОЗ в коррупции. 7 июня 2010 г. ПАСЕ в документе № 12283 «Действия в связи с пандемией H1N1: необходима бо́льшая прозрачность» высказала предположение, что ВОЗ изменила определение пандемии гриппа, чтобы можно было объявить пандемию без необходимости демонстрировать интенсивность заболевания, вызванного вирусом H1N1.
10 июня 2010 года ВОЗ ответила на заявления BMJ и ПАСЕ неубедительным объяснением, в котором обосновывалось реальное наличие пандемии, указывалось, что критерии пандемии были изменены до появления вызвавшего её нового штамма вируса гриппа, а также констатировалось использование СМИ цитаты об «огромном числе случаев смерти и заболеваний», взятой со страницы, с 2003 года находившейся на сайте ВОЗ, но никогда не являвшейся официальным документом организации.

### Карты
- Live map of swineflu Архивная копия от 29 апреля 2009 на Wayback Machine,
- H1N1 live map Архивировано 9 сентября 2009 года.
- H1N1 онлайн карта заболеваемости в России
- 2009 H1N1 Flu Outbreak Map